# Hugó Scheiber
Hugó Scheiber (Budapest, 1873-Budapest, 1950) fue un pintor húngaro.

## Biografía

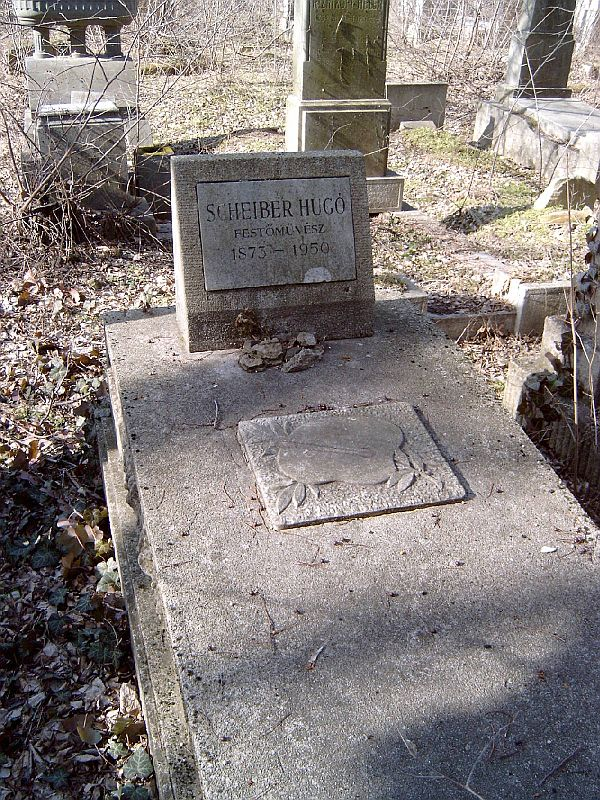
Tumba de Scheiber en el cementerio judío de la calle Kozma

Nacido en Budapest el 29 de septiembre de 1873, evolucionó del expresionismo al art decó y el futurismo. Falleció en 1950 en su ciudad natal, el día 7 de marzo, y fue enterrado en el cementerio judío de la calle Kozma.